# Grand Prix Legends
Grand Prix Legends (GPL) ist eine Rennsimulation der Formel-1-Saison 1967. Es wurde vom Spieleentwickler Papyrus Design Group unter der Führung von Dave Kaemmer und Randy Cassidy entwickelt und 1998 von Sierra Entertainment veröffentlicht.

## Spielprinzip
Simuliert wird die Formel-1-Saison des Jahres 1967. Sie wurde von den Entwicklern gewählt, weil sie bei Experten als Wendepunkt in der Geschichte der Formel 1 gilt. Die Autos waren nach der Hubraumverdoppelung von 1966 auf 3 Liter mit zirka 400 PS sehr leistungsstark, hatten aber noch keinerlei aerodynamische Hilfsmittel und noch profilierte Reifen mit einer relativ harten Gummimischung. Infolgedessen waren die Fahrzeuge nur schwer beherrschbar.
1967 war auch das letzte Jahr, in dem die Autos durchgehend in den Farben der Herkunftsnation lackiert waren, bevor durch Sponsoren das Aussehen der Fahrzeuge verändert wurde. Zudem wurden 1968 die ersten abtrieberzeugenden Flügel angebaut, wobei die Teams bei jedem Rennen andere, teils abenteuerliche Konstruktionen an den Start brachten.

### Simulierte Fahrzeuge
Die in GPL simulierten Rennwagen sind der Lotus 49, der Ferrari 312F1, der Eagle T1G-Weslake, der Brabham BT24, der BRM P115, der Cooper T81 und der Honda RA300. Aus lizenzrechtlichen Gründen wurde der Cooper bei Veröffentlichung des Spiels als „Coventry“ und der Honda als „Murasama“ bezeichnet.

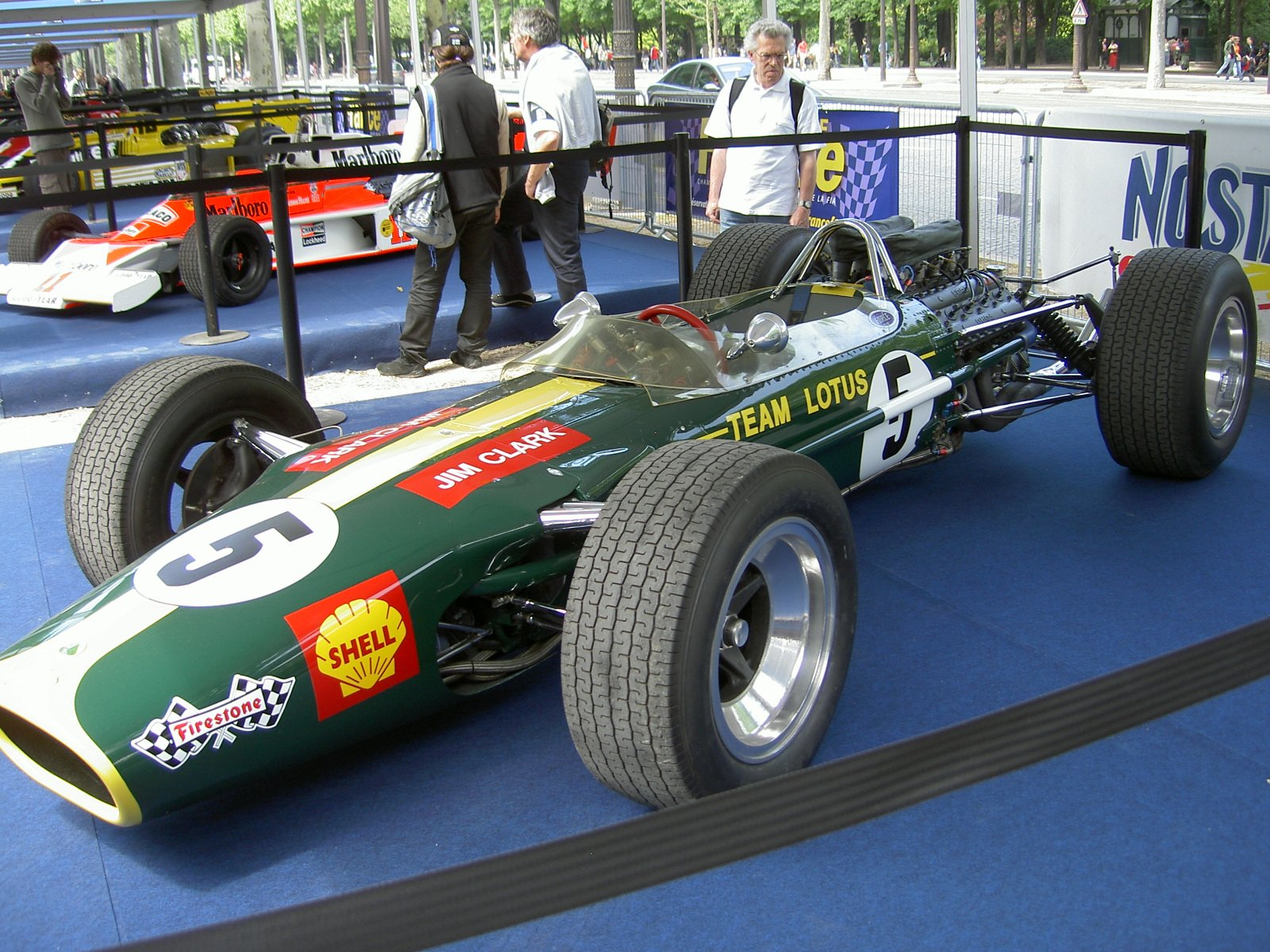
Lotus 49
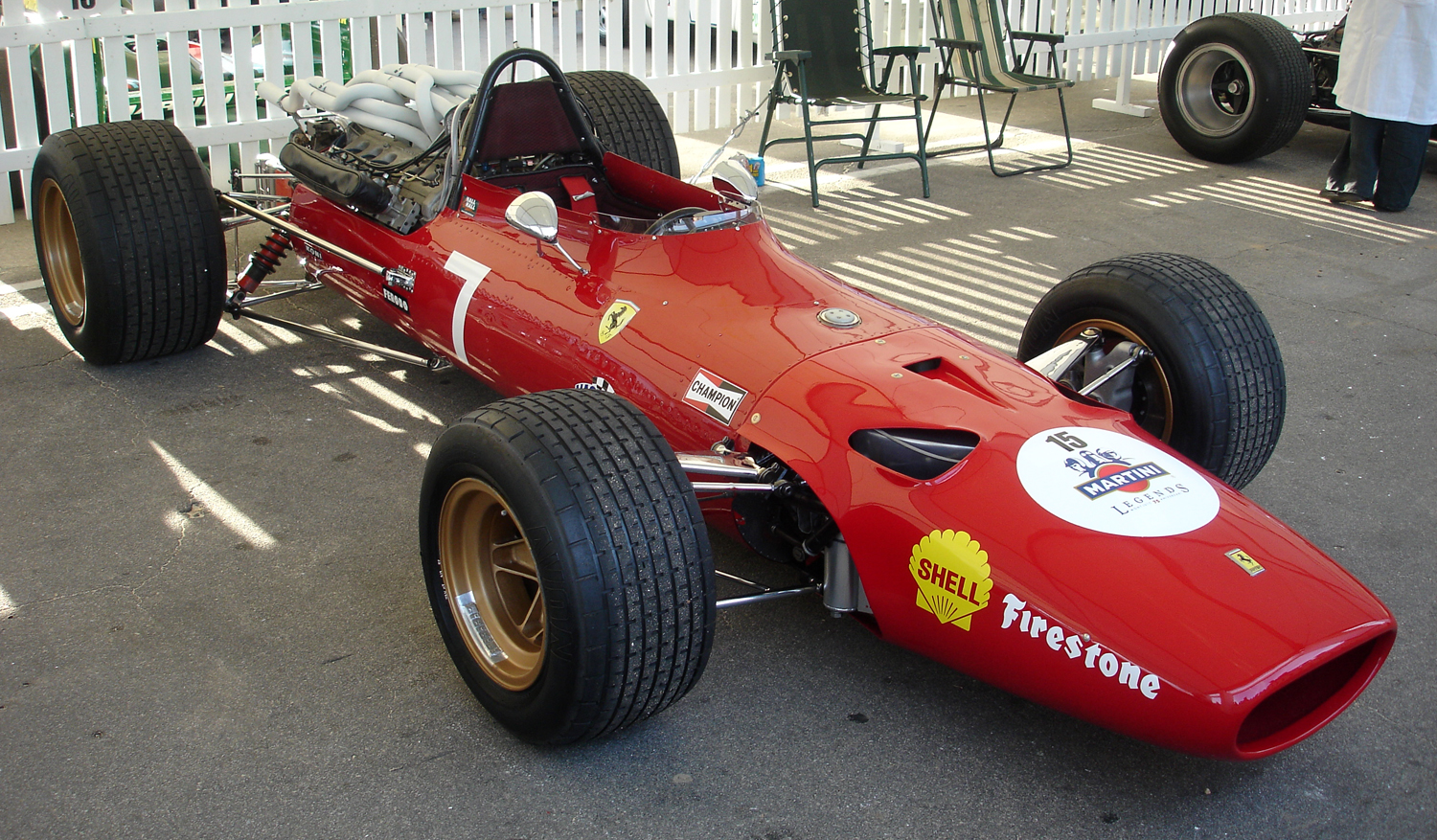
Ferrari 312
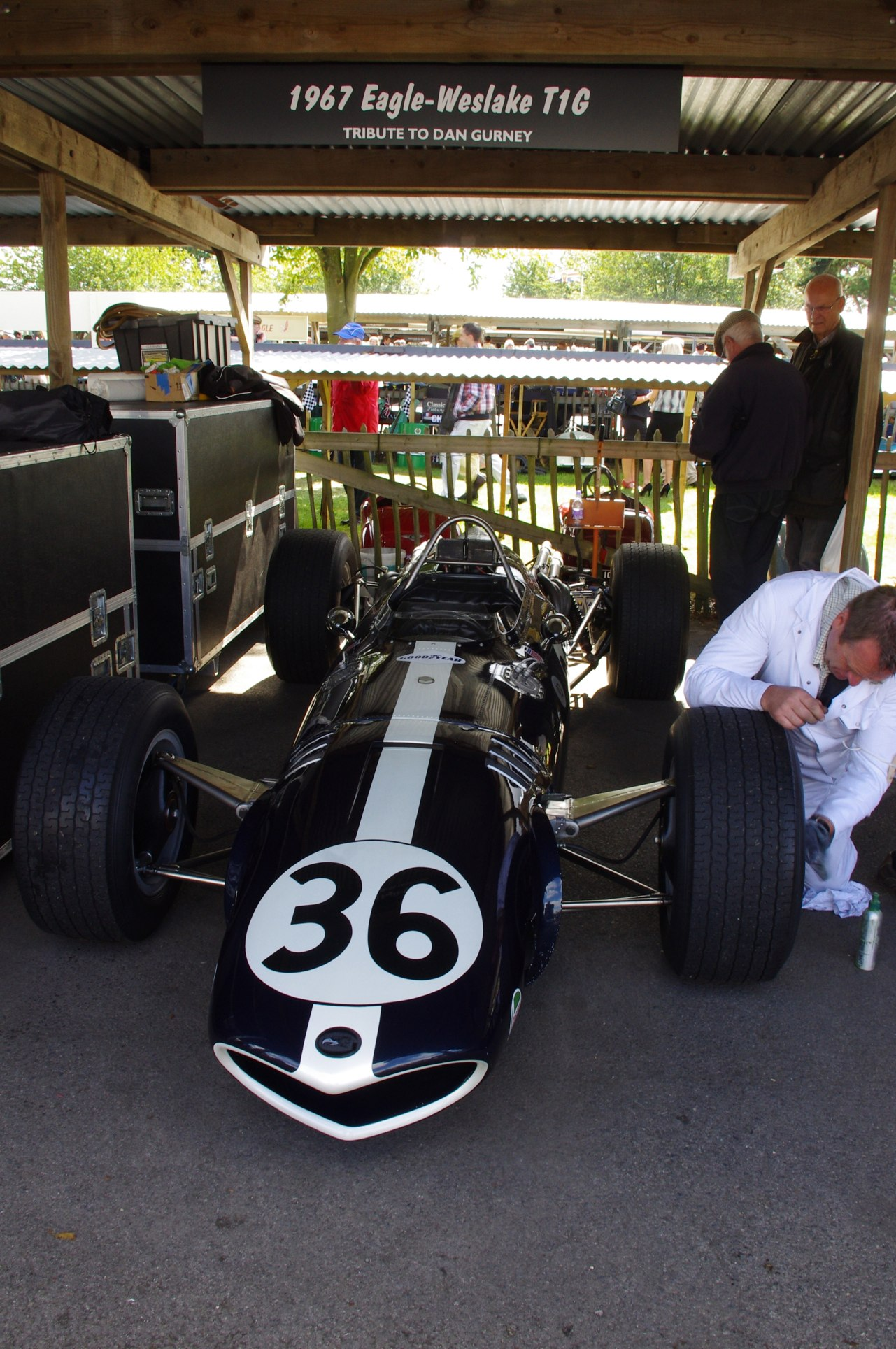
Eagle T1G-Weslake
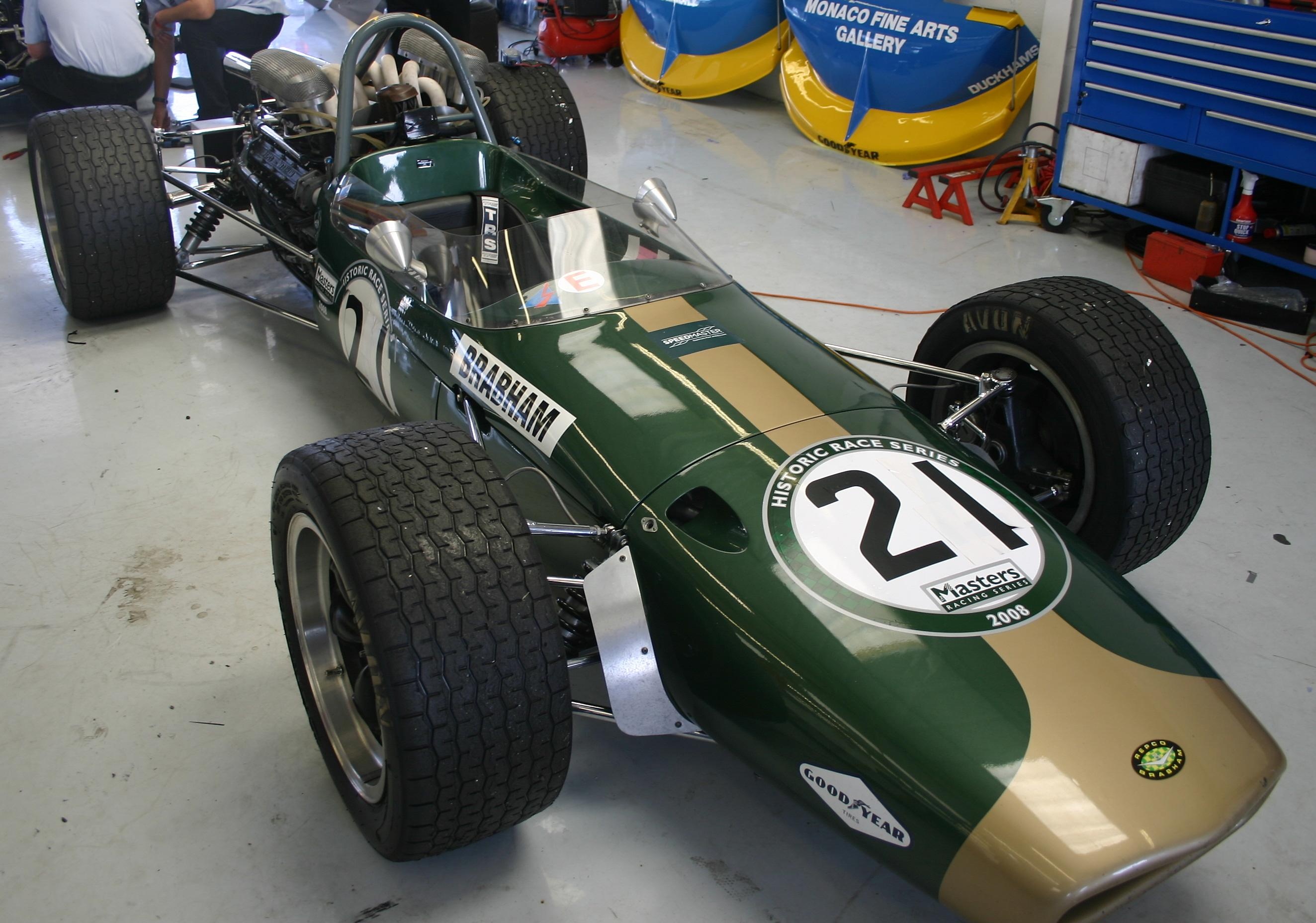
Brabham BT24
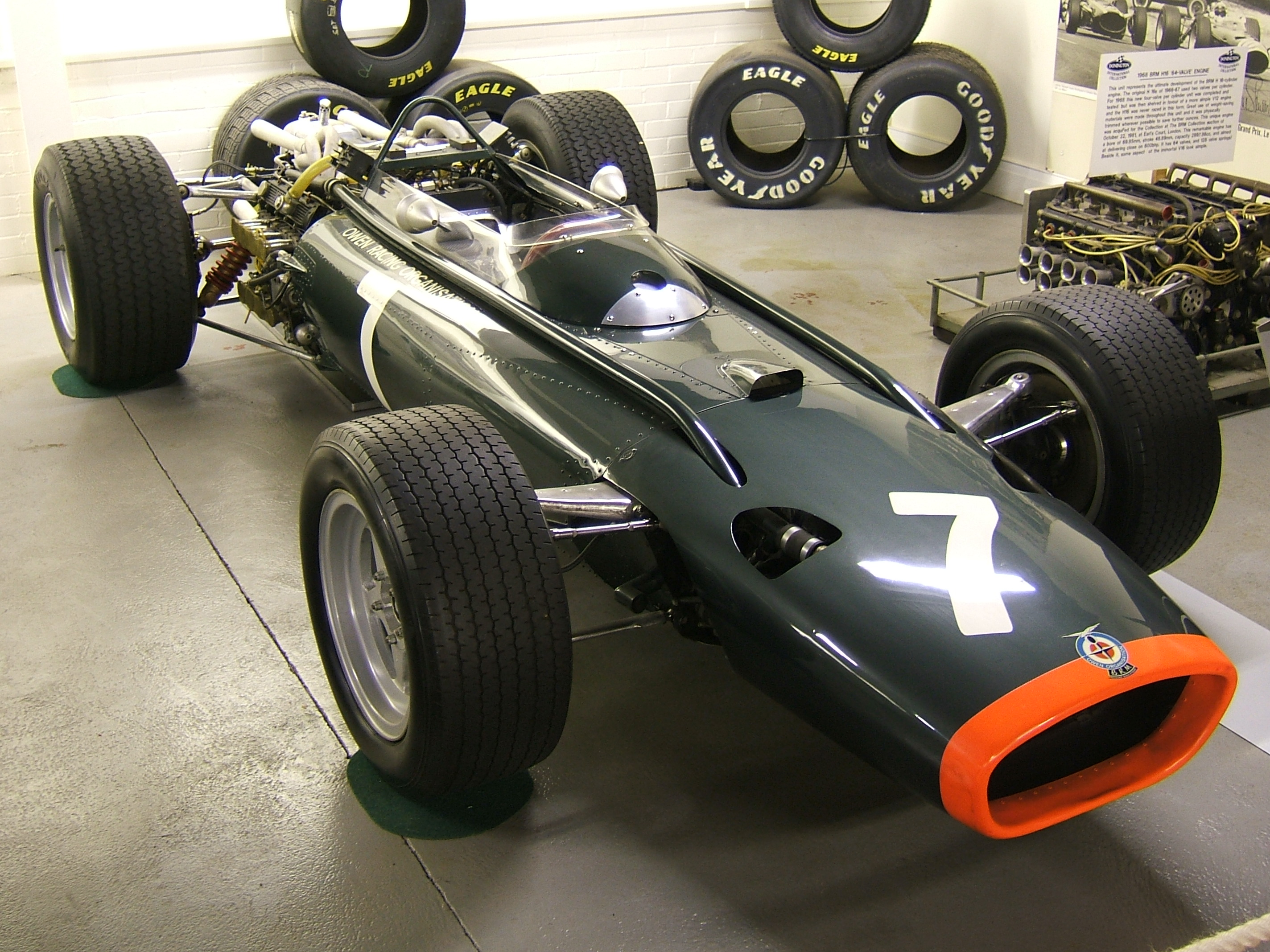
BRM P115 (im Bild ein BRM P83)
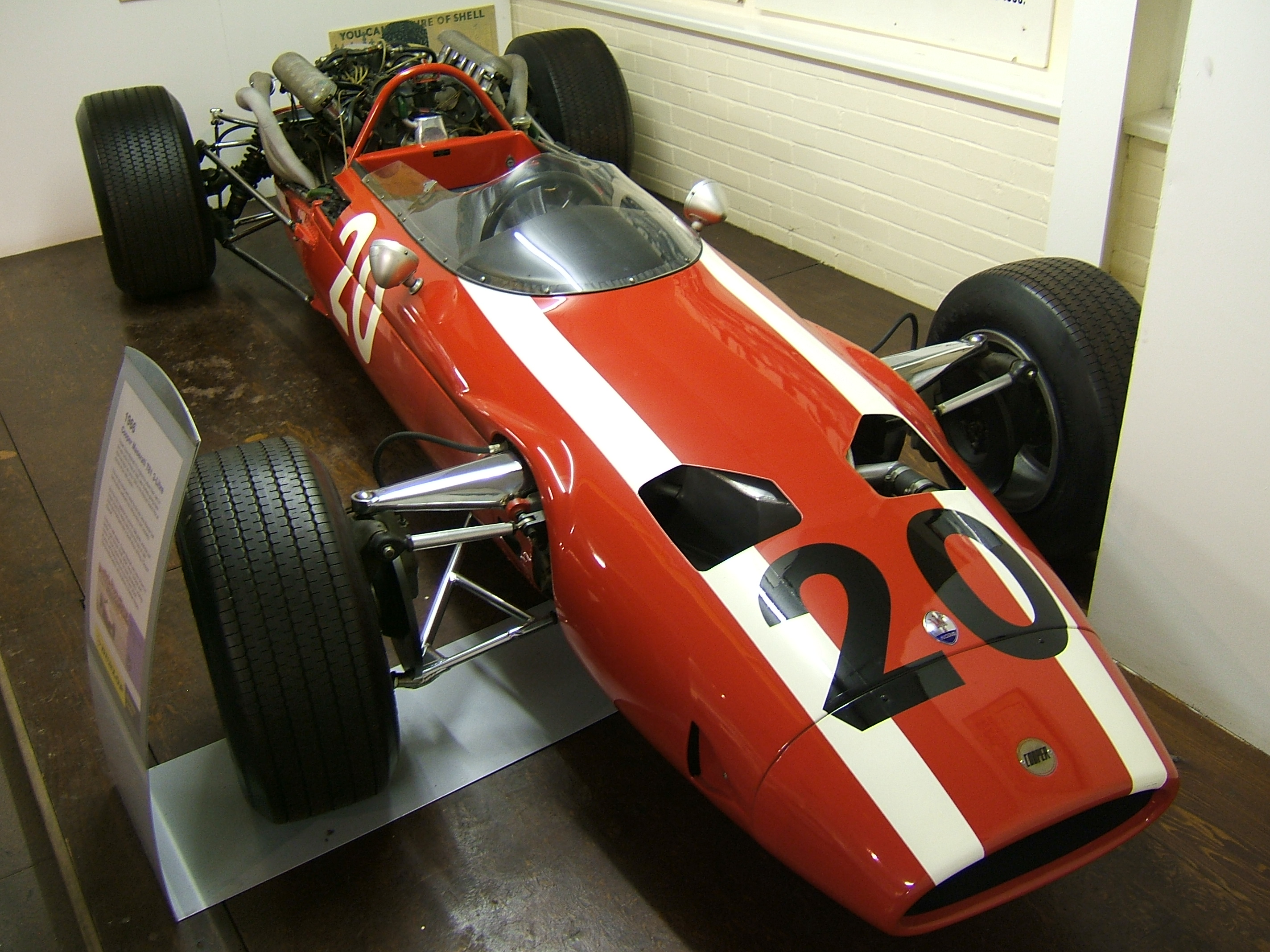
Cooper T81
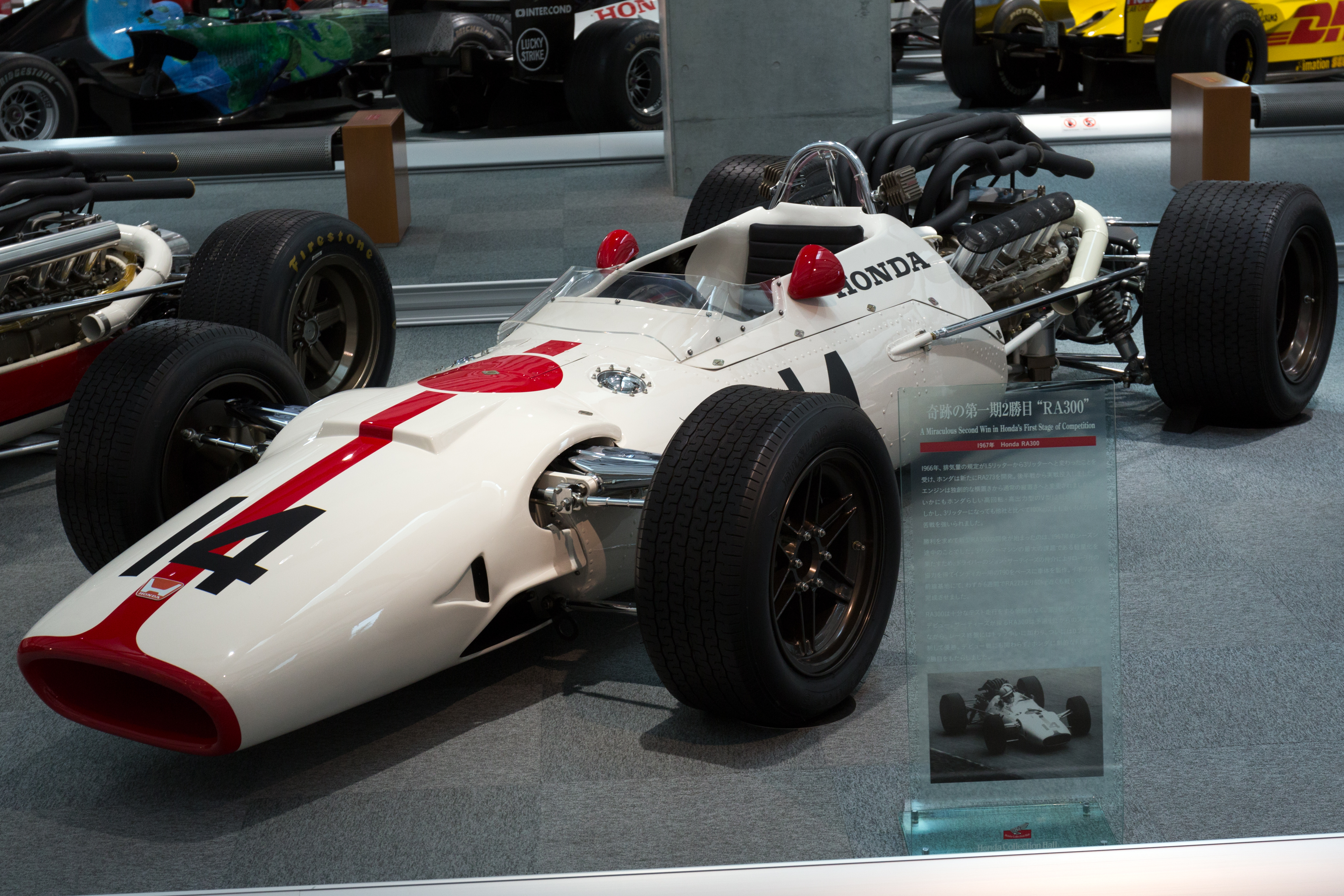
Honda RA300

Viele Einstellmöglichkeiten der realen Autos werden in GPL mit ihren Auswirkungen simuliert. Unter anderem können Sturz, Spur, die Härte der Federn und Stoßdämpfer, Reifendruck, Bremsen, sowie das Übersetzungsverhältnis jedes einzelnen Ganges angepasst werden.
Je nach Einstellung im Spiel können die Autos bei Kollisionen beschädigt werden, wobei sich die Schäden zum Teil auch auf das Fahrverhalten auswirken.

### Simulierte Rennstrecken
Es sind elf historische Strecken in der Simulation enthalten.

Kyalami - Großer Preis von Südafrika
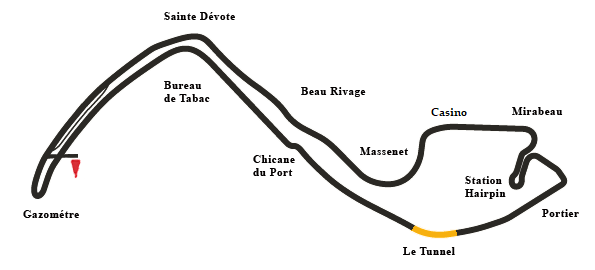
Monaco - Großer Preis von Monaco
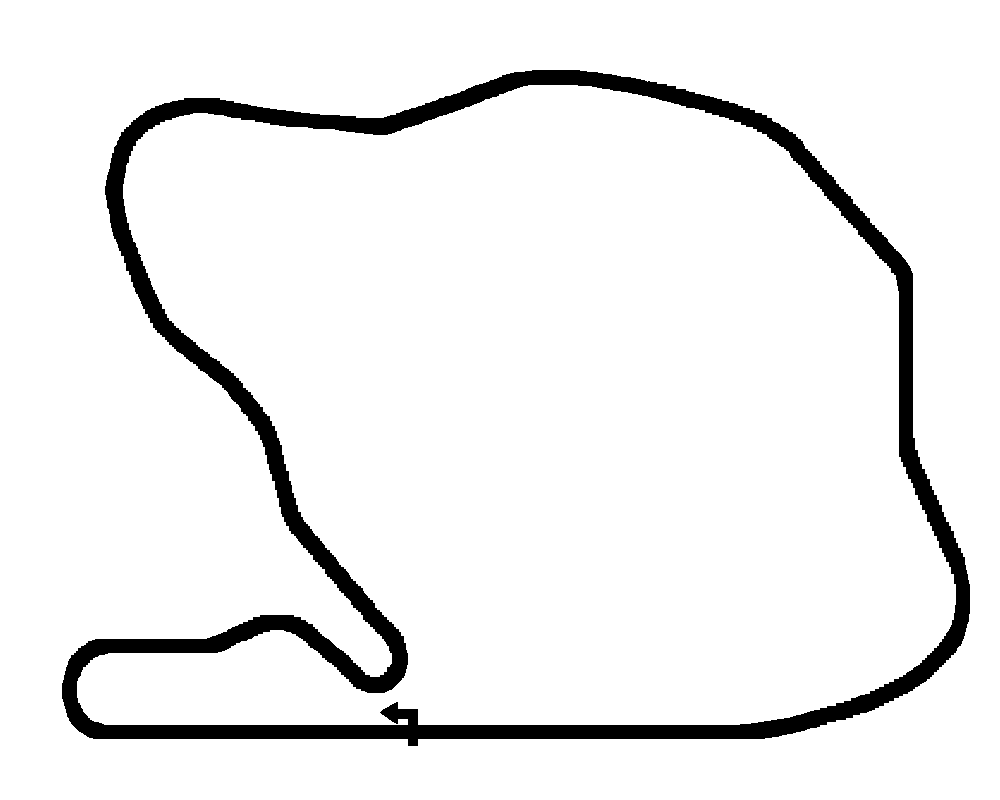
Zandvoort - Großer Preis der Niederlande
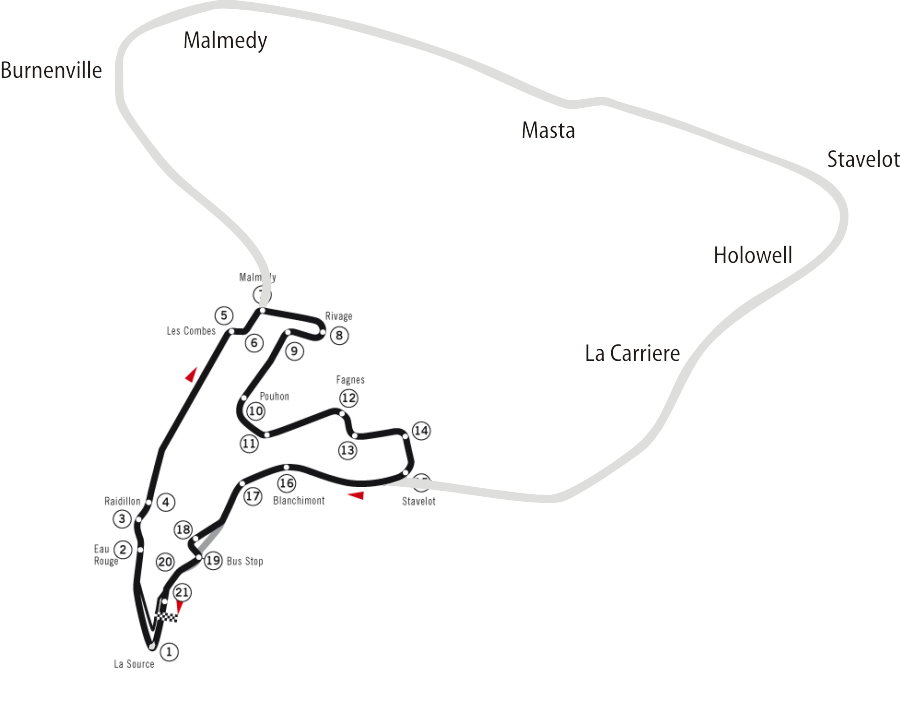
Spa-Francorchamps - Großer Preis von Belgien
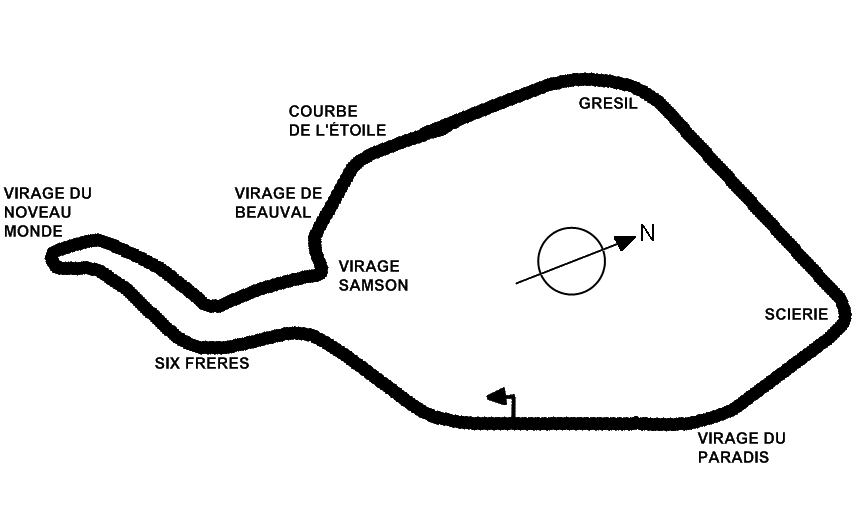
Rouen-les-Essarts - Großer Preis von Frankreich
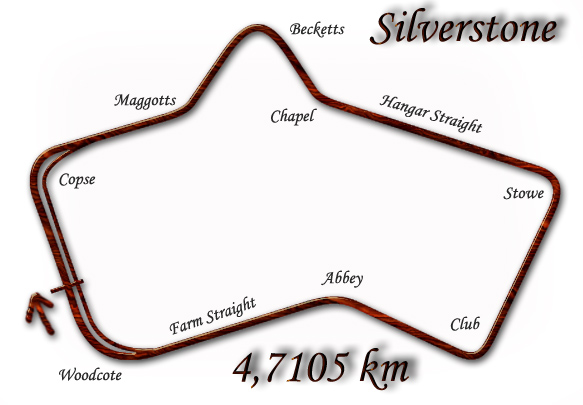
Silverstone - Großer Preis von Großbritannien
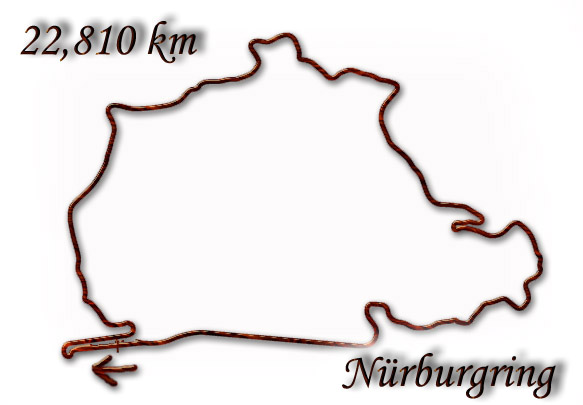
Nürburgring - Großer Preis von Deutschland
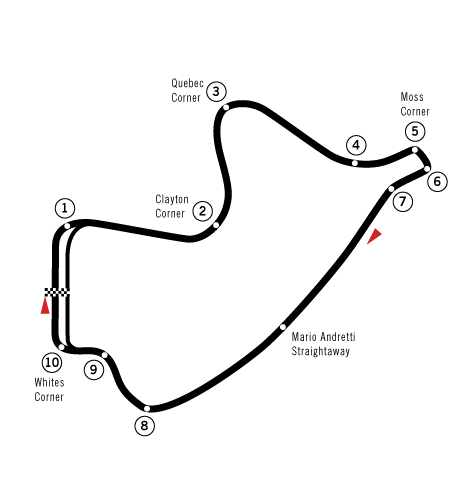
Mosport Park - Großer Preis von Kanada
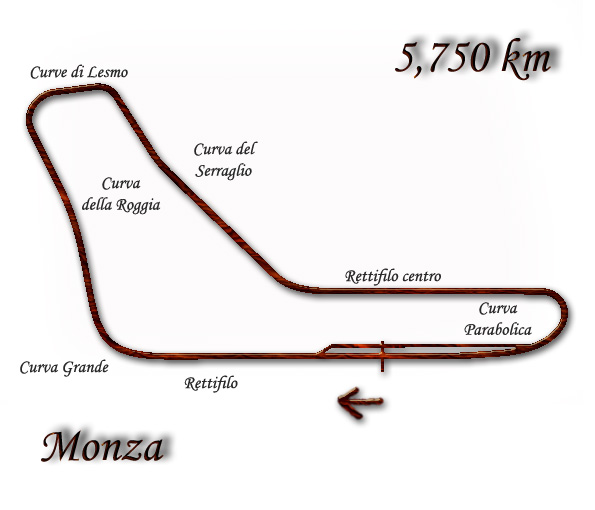
Monza - Großer Preis von Italien
Watkins Glen - Großer Preis der USA
Mexiko-Stadt - Großer Preis von Mexiko

## Abweichungen der Simulation gegenüber der Saison 1967

### Fahrer
Die Zusammensetzung der Teams bleibt während der gesamten Saison konstant. Einige der in der Simulation enthaltenen Fahrer fuhren in der Saison 1967 nur sporadisch in der Formel 1. Der Franzose Jean-Pierre Beltoise fährt in der Simulation durchgängig einen B.R.M., wohingegen er in Wirklichkeit einen Formel-2-Wagen (Matra) steuerte und auch nur an drei Rennen während der gesamten Saison teilnahm (damals war es üblich, mit Formel-2-Autos das Formel-1-Feld aufzufüllen).

### Strecken
Bis auf den Großen Preis von Frankreich finden im Spiel die Rennen auf den Originalstrecken von 1967 statt. Für Frankreich wählten die Entwickler das fahrerisch und optisch ansprechendere Rouen an Stelle des 1967 gefahrenen Le Mans-Bugatti-Kurses.

## Spielmodi
| Training          | Der Spieler hat die freie Wahl zwischen allen Autos, Strecken und Beschädigungsarten. |
| Einzelrennen      | Im Modus Einzelrennen kann sich der Spieler mit den computerkontrollierten Gegnern unter freier Wahl von Auto, Strecke und Schwierigkeitsgrad messen. Der Schwierigkeitsgrad lässt sich dabei in sechs Stufen verändern. |
| Weltmeisterschaft | Es werden nacheinander in chronologischer Reihenfolge alle Wertungsläufe gefahren (siehe Abschnitt zu den Strecken); die jeweils erreichten Punkte werden in einer Wertungstabelle addiert.                              |
| Multiplayer       | Im Multiplayer-Modus kann man über eine Netzwerkverbindung (LAN oder Internet) einem Rennen auf einem Server beitreten und gegen bis zu 18 menschliche Gegner fahren.                                                    |

Bei Rennen im Single Player-Modus werden die Gegner vom Computer simuliert. Die in GPL enthaltene KI passt sich dem Fahrkönnen des Spielers an. So soll sichergestellt werden, dass sich der Spieler leistungsmäßig immer ungefähr im mittleren Drittel des gesamten Feldes befindet. Die KI ist aus heutiger Sicht insgesamt nur von durchschnittlicher Qualität.

## Systemvoraussetzungen
Als GPL 1998 auf den Markt kam, benötigte es die leistungsstärkste Hardware, die erhältlich war. Erst ab einer Pentium-II-CPU mit mindestens 400 MHz und einer Voodoo-2-Grafikkarte oder einer Rendition Vérité lief das Spiel mit einer konstant hohen Bildrate.
Mit Updates hat der Entwickler dafür gesorgt, dass GPL auch noch auf der heutigen Hardware betrieben werden kann (siehe folgenden Abschnitt).

## Updates und Patches
Um GPL der fortschreitenden technischen Entwicklung anzupassen, brachte der Entwickler einige Updates und Patches heraus, durch die folgende Funktionalitäten implementiert wurden:
- Direct3D-Rendering
- OpenGL-Rendering
- Force-Feedback-Support
- Dedicated Server

Die letzte Programmversion ist 1.2.0.2. Da es die Firma Papyrus nicht mehr gibt, ist dies die offizielle finale Version des Spiels.

## Modifikationen
Weil es kein offizielles Software Development Kit (SDK) für GPL gibt, musste die zum Editieren der Spieldateien notwendige Software selbst geschrieben werden, nachdem zuvor der Inhalt der Dateien durch aufwändiges Reverse Engineering analysiert worden war. Daher dauerte es nahezu sechs Jahre, bis die erste vollständige Modifikation (Mod) erschien.
| Name               | Erscheinungs- jahr | Modifikationen |
| ------------------ | ------------------ | --- |
| 1965 F1-Mod        | 2004               | Die Mod bildet die Formel-1-Saison von 1965 inklusive aller Strecken, Autos und Fahrer sowie einer angepassten Physikengine nach.                                                |
| 1969 F1-Mod        | 2005               | Diese Mod bildet die Formel-1-Saison des Jahres 1969 nach. |
| Thundercars Mod    | 2005               | Diese Mod hat keine reale Rennserie zum Vorbild, sondern simuliert eine angenommene CART-Serie in den frühen 1970er Jahren mit Big-Block-V8 Motoren, Flügeln und breiten Slicks. |
| 1966 F1-Mod        | 2006               | Diese Mod bildet die Formel-1-Saison des Jahres 1966 nach. |
| 1967 GT-Mod        | 2010               | Diese Mod bildet die Sportwagen-Saison des Jahres 1967 nach. |
| 1969 Xtra-Mod      | 2011               | Diese Mod bildet ebenfalls die Formel-1-Saison des Jahres 1969 nach, die Fahrdynamik ist angepasst. Diese Mod ist wesentlich realitätsnaher als die 69er Mod.                    |
| 1967 F2-Mod        | 2011               | Diese Mod bildet die Formel-2-Saison des Jahres 1967 nach. |
| 1971 Can-Am-Mod    | 2012               | Diese Mod bildet die Canadian-American-Challenge-Cup-Serie des Jahres 1971 nach.                                                                                                 |
| 1966er Can-Am-Mod  | 2016               | Diese Mod bildet die Canadian-American-Challenge-Cup-Serie des Jahres 1966 nach                                                                                                  |
| 1955 F1-Mod        | 2017               | Diese Mod bildet die Formel-1-Saison des Jahres 1955 nach |
| Legends of GPL Mod | 2018               | Zum 20-jährigen Jubiläum erschienene Mod mit den besten Rennwagen aus den anderen Mods                                                                                           |
| 1967 GT-Mod EXTRA  | 2018               | Neuauflage der 2010 erschienenen GT-Mod. Die Fahrdynamik ist angepasst. Es gibt einen weiteren Rennwagen sowie überarbeitete Grafik                                              |

Sonstige Modifikationen
Die Grafik der Originalstrecken und -Autos wurde im Laufe der Zeit immer wieder verbessert. Auch die Originalsounds wurden editiert oder komplett erneuert, um der Realität möglichst nahezukommen.
Es gibt 593 Rennstrecken momentan und unzählige kleinere Patches und Updates z. B. verbesserte OpenGL und Direct3D Renderer um auch aktuelle Bildschirm Auflösungen nutzen zu können.
Bedeutend ist das GPLSecrets Paket, das aus GEM+ 2 dem Launcher für GPL und die verschiedenen Mods und iGOR dem Online Server Browser besteht.
Zu den bekanntesten Tools zählen der GPLPS Installer mit dem man aus den Originaldateien einer GPL-CD einfach eine komplett auf den neuesten Stand gebrachtes GPL-Installation erstellen kann, GPLshift mit dem Lenkräder besser unterstützt werden (z. B. Kulissenschaltung vom Logitech G25/27/29) und mit dem auch TrackIR unterstützt wird, und Pribluda mit dem Rundenzeiten, Reifentemperaturen, Geschwindigkeit, Ganganzeige und mehr konfiguriert und im Spiel angezeigt werden können.
Diese beiden Tools werden bei Installation mit dem GPLPS Installer mit installiert.

## Rezeption
Das Aussehen der Fahrzeuge und die realistischen Motorengeräusche sorgen für bestechender nostalgische Atmosphäre. Die Fahrzeugphysik suche ihresgleichen und sei der Konkurrenz weit voraus. Das sei gleichzeitig ein Problem, denn die knallharte Simulation richte sich ausschließlich an Profis, die entsprechend frustrationstolerant sind. Für Einsteiger sei das Spiel kaum geeignet. Es sei das seinerzeit beste Rennspiel. Jedoch seien die Anforderungen an die Hardware sehr hoch.